# Tridax
Tridax is een geslacht uit de composietenfamilie (Asteraceae). De soorten komen voor in de tropische regio's van Noord-Amerika, Centraal-Amerika en Zuid-Amerika.

## Soorten
- Tridax angustifolia Spruce ex Benth. & Hook.f.
- Tridax balbisioides (Kunth) A.Gray
- Tridax bicolor A.Gray
- Tridax bilabiata A.M.Powell
- Tridax boliviensis (Wedd.) R.E.Fr.
- Tridax brachylepis Hemsl.
- Tridax cajamarcensis H.Rob.
- Tridax candidissima A.Gray
- Tridax coronopifolia (Kunth) Hemsl.
- Tridax dubia Rose
- Tridax erecta A.Gray
- Tridax hintonii (B.L.Turner & A.M.Powell) D.J.Keil, Luckow & Pinkava
- Tridax hintoniorum B.L.Turner
- Tridax luisana Brandegee
- Tridax mexicana A.M.Powell
- Tridax moorei B.L.Rob.
- Tridax oaxacana B.L.Turner
- Tridax obovata Turcz.
- Tridax oligantha C.E.Anderson & Beaman
- Tridax palmeri A.Gray
- Tridax platyphylla B.L.Rob.
- Tridax procumbens (L.) L.
- Tridax purpurea S.F.Blake
- Tridax rosea Sch.Bip. ex B.L.Rob. & Greenm.
- Tridax tambensis Hieron.
- Tridax tenuifolia Rose
- Tridax trilobata (Cav.) Hemsl.
- Tridax venezuelensis Aristeg. & Cuatrec.
- Tridax yecorana B.L.Turner